# وحدة عبارية
الوحدات العبارية (بالإنجليزية: Phraseme)‏ هي وحدات لغوية ثابتة أو اصطلاحية تتكون من عدة كلمات، عادة ما يكون المعنى المقصود منها مختلفًا عن معنى جميع عناصرها. لا يمكن معرفة دلالتها عن طريق معرفة المعنى الحرفي لأجزائها، بل تفهم كوحدة واحدة غير قابلة للتجزئة. ترجع أهميتها إلى أنها كثيرًا ما تستخدم سواء في الحديث اليومي أو في وسائل الإعلام المكتوبة والسمعية والبصرية. فهي عناصر تلعب دورًا أساسيًا في عملية التواصل، وبذلك يصبح اكتسابها من جانب دارسي اللغات الأجنبية أمرًا لا غنى عنه للتعرف بشكل أكبر على اللغة عند مستخدميها.